# Aeroporto Internacional Phu Quoc
O Aeroporto Internacional Phú Quốc (em vietnamita: Sân bay quốc tế Phú Quốc) (IATA: PQC, ICAO: VVPQ) é um aeroporto internacional na ilha de Phú Quốc, localizado a aproximadamente 7 km do centro da cidade. Está situado no Golfo da Tailândia, sul do Vietnã, na província de Kien Giang. Inicialmente, tinha capacidade para receber aproximadamente 2,5 milhões de passageiros por ano, entretanto atingiu a capacidade total de 7 milhões de passageiros após um investimento de 16,2 trilhões de dongs vietnamitas (cerca de 810 milhões de dólares). A pista possui uma extensão de 3 mil metros, suportando aeronaves como o Boeing 747 e o Airbus A350.

## História
Em novembro de 2021, o aeroporto foi concluído e sua inauguração ocorreu em dezembro do mesmo ano. Com o início de suas atividades, o antigo Aeroporto de Phú Quốc teve suas operações encerradas. O Governo vietnamita espera que o aeroporto facilite a visita de turistas internacionais atraídos pelas praias da ilha de Phú Quốc.